# Бакунино (Тверская область)
Бакунино — железнодорожная станция (опустевший населенный пункт) в Кувшиновском районе Тверской области. Входит в состав Прямухинского сельского поселения.

## География
Находится в центральной части Тверской области на расстоянии приблизительно 17 км (по прямой) на восток от города Кувшинова, административного центра района у железнодорожной линии Торжок-Соблаго.

## История
Станция Бакунино была открыта в 1911 году как разъезд, первоначальное название Борок. Переименована в советское время в честь М. А. Бакунина, владельца расположенной недалеко усадьбы Прямухино. Ныне представляет собой обезлюдевшее урочище.

## Население
Численность населения не была учтена как в 2002 году, так и в 2010.